# Mondokan (Tuban)
Mondokan is een bestuurslaag in het regentschap Tuban van de provincie Oost-Java, Indonesië. Mondokan telt 3454 inwoners (volkstelling 2010).